# Nikolaus Zulauf
Nikolaus svobodný pán Zulauf von Pottenburg (1822, Vídeň – 18. února 1884, Stuttgart) byl rakousko-uherský diplomat. Desítky let působil ve službách rakouského ministerstva zahraničí a byl vyslancem v několika v evropských zemích. V roce 1872 získal titul barona.

## Životopis
Studoval práva ve Vídni a začínal jako úředník dolnorakouské zemské vlády, revoluční léta 1848–1849 strávil v Itálii jako tajemník hraběte Montecuccoliho, poté trvale působil v diplomatických službách. Vystřídal nižší posty v Turíně, Stockholmu, Madridu, Hannoveru a Karlsruhe. V letech 1868–1871 byl generálním konzulem a zplnomocněným ministrem v Bukurešti, kde byl zároveň zástupcem Rakouska-Uherska u Mezinárodní dunajské komise. Poté byl vyslancem v Athénách (1872–1874), Stockholmu (1874–1879) a nakonec ve Stuttgartu (1879–1884), kde byl kromě Württemberského království pověřen zároveň diplomatickým zastoupením pro knížectví Hesensko-Darmstadtsko.
V roce 1866 byl povýšen do šlechtického stavu, téhož roku obdržel Leopoldův řád. V roce 1870 získal Řád železné koruny a v roce 1872 byl povýšen do stavu svobodných pánů, získal také několik vyznamenání v zahraničí. V roce 1883 byl jmenován c.k. tajným radou. Zemřel v aktivní diplomatické službě ve Stuttgartu.